# Aphron
Als Aphron bezeichnet man im wissenschaftlichen Sinne eine von einem einschließenden Seifenfilm umgebene Phase, beispielsweise eine Seifenblase, um Missverständnisse mit z. B. dem vielseitigen Begriff Blase zu umgehen.
Die Verwendung dieser Bezeichnung ist allerdings umstritten. So wird vorgeschlagen, dass eine Ansammlung ebensolcher Gebilde nicht als Polyaphrons bezeichnet werden, sondern im Sinne der konventionellen und allgemeinen Terminologie den Namen hochkonzentrierte Fluid/Fluid-Dispersionen tragen sollte.
Seinen Ursprung findet diese Bezeichnung im griechischen Begriff für Schaum (αφροσ).